# Campionati mondiali di nuoto in vasca corta 2010
I X Campionati mondiali di nuoto in vasca corta si sono svolti a Dubai, negli Emirati Arabi Uniti, dal 15 al 19 dicembre 2010.

## Medagliere
| Posizione | Paese       | Oro | Argento | Bronzo | Totale |
| --------- | ----------- | --- | ------- | ------ | ------ |
| 1         | Stati Uniti | 12  | 6       | 7      | 25     |
| 2         | Russia      | 4   | 4       | 2      | 10     |
| 3         | Spagna      | 4   | 2       | 2      | 8      |
| 4         | Cina        | 3   | 5       | 6      | 14     |
| 5         | Francia     | 3   | 3       | 2      | 8      |
| 6         | Paesi Bassi | 3   | 2       | 1      | 6      |
| 7         | Brasile     | 3   | 1       | 4      | 8      |
| 8         | Sudafrica   | 2   | 1       | 0      | 3      |
| 9         | Australia   | 1   | 7       | 3      | 11     |
| 10        | Tunisia     | 1   | 1       | 2      | 4      |
| 11        | Germania    | 1   | 1       | 1      | 3      |
| 11        | Svezia      | 1   | 1       | 1      | 3      |
| 13        | Venezuela   | 1   | 1       | 0      | 2      |
| 14        | Giappone    | 1   | 0       | 0      | 1      |
| 15        | Danimarca   | 0   | 1       | 2      | 3      |
| 15        | Ungheria    | 0   | 1       | 2      | 3      |
| 17        | Austria     | 0   | 1       | 1      | 2      |
| 17        | Italia      | 0   | 1       | 1      | 2      |
| 19        | Regno Unito | 0   | 1       | 0      | 1      |
| 19        | Ucraina     | 0   | 1       | 0      | 1      |
| 21        | Bahamas     | 0   | 0       | 1      | 1      |
| 21        | Norvegia    | 0   | 0       | 1      | 1      |
| Totale    | Totale      | 40  | 41      | 39     | 120    |

## Risultati

### Uomini
| Evento                          | Oro | Tempo    | Argento | Tempo    | Bronzo | Tempo    |
| Stile libero                    | |          | |          | |          |
| 50 m (dettagli)                 | César Cielo Filho | 20"51    | Frédérick Bousquet                                                                                                  | 20"81    | Josh Schneider | 20"88    |
| 100 m (dettagli)                | César Cielo Filho | 45"74    | Fabien Gilot | 45"97    | Nikita Lobintsev | 46"35    |
| 200 m (dettagli)                | Ryan Lochte | 1'41"08  | Danila Izotov | 1'41"70  | Oussama Mellouli | 1'42"02  |
| 400 m (dettagli)                | Paul Biedermann | 3'37"06  | Nikita Lobintsev | 3'37"84  | Oussama Mellouli | 3'38"17  |
| 1500 m (dettagli)               | Oussama Mellouli | 14'24"16 | Mads Glæsner | 14'29"52 | Gergely Gyurta | 14'31"47 |
| Dorso                           | |          | |          | |          |
| 50 m (dettagli)                 | Stanislav Donets | 22"93    | Sun Xiaolei Aschwin Wildeboer Faber                                                                                 | 23"13    | |          |
| 100 m (dettagli)                | Stanislav Donets | 49"07    | Camille Lacourt | 49"80    | Aschwin Wildeboer Faber                                                                                                 | 50"04    |
| 200 m (dettagli)                | Ryan Lochte | 1'46"68  | Tyler Clary | 1'49"09  | Markus Rogan | 1'49"69  |
| Rana                            | |          | |          | |          |
| 50 m (dettagli)                 | Felipe França | 25"95    | Cameron van der Burgh                                                                                               | 26"03    | Aleksander Hetland | 26"29    |
| 100 m (dettagli)                | Cameron van der Burgh | 56"80    | Fabio Scozzoli | 57"13    | Felipe França | 57"39    |
| 200 m (dettagli)                | Naoya Tomita | 2'03"12  | Dániel Gyurta | 2'03"47  | Brenton Rickard | 2'04"33  |
| Farfalla                        | |          | |          | |          |
| 50 m (dettagli)                 | Albert Subirats | 22"40    | Andrij Hovorov | 22"43    | Steffen Deibler | 22"44    |
| 100 m (dettagli)                | Evgeny Korotyshkin | 50"23    | Albert Subirats | 50"24    | Kaio Almeida | 50"33    |
| 200 m (dettagli)                | Chad le Clos | 1'51"56  | Kaio Almeida | 1'51"61  | László Cseh | 1'51"67  |
| Misti                           | |          | |          | |          |
| 100 m (dettagli)                | Ryan Lochte | 50"86    | Markus Deibler | 51"69    | Sergey Fesikov | 51"81    |
| 200 m (dettagli)                | Ryan Lochte | 1'50"08  | Markus Rogan | 1'52"90  | Tyler Clary | 1'53"56  |
| 400 m (dettagli)                | Ryan Lochte | 3'55"50  | Oussama Mellouli | 3'57"40  | Tyler Clary | 3'57"56  |
| Staffette                       | |          | |          | |          |
| 4x100 m stile libero (dettagli) | Francia Alain Bernard Frédérick Bousquet Fabien Gilot Yannick Agnel Boris Steimetz* William Meynard*                                     | 3'04"78  | Russia Evgeny Lagunov Sergey Fesikov Nikita Lobintsev Danila Izotov Alexander Sukhorukov* Nikita Konovalov*         | 3'04"82  | Brasile Nicholas Santos César Cielo Filho Marcelo Chierighini Nicolas Oliveira                                          | 3'05"74  |
| 4x200 m stile libero (dettagli) | Russia Nikita Lobintsev Danila Izotov Evgeny Lagunov Alexander Sukhorukov Mikhail Polishchuk*                                            | 6'49"04  | Stati Uniti Peter Vanderkaay Ryan Lochte Garrett Weber-Gale Ricky Berens David Walters* Charles Houchin*            | 6'49"58  | Francia Yannick Agnel Fabien Gilot Clément Lefert Jérémy Stravius Antton Haramboure*                                    | 6'53"705 |
| 4x100 m misti (dettagli)        | Stati Uniti Mihail Alexandrov Ryan Lochte Nicholas Thomas Garrett Weber-Gale David Plummer* Mark Gangloff* Tyler McGill* Josh Schneider* | 3'20"99  | Russia Stanislav Donets Evgeny Korotyshkin Stanislav Lakhtyukhov Nikita Lobintsev Nikita Konovalov* Sergey Fesikov* | 3'21"61  | Brasile Kaio Almeida César Cielo Filho Guilherme Guido Felipe França Henrique Barbosa* Glauber Silva* Nicolas Oliveira* | 3'23"12  |

### Donne
| Evento                          | Oro                                                                             | Tempo   | Argento | Tempo   | Bronzo                                                                                          | Tempo   |
| Stile libero                    |                                                                                 |         | |         |                                                                                                 |         |
| 50 m (dettagli)                 | Ranomi Kromowidjojo                                                             | 23"37   | Hinkelien Schreuder                                                                                                   | 23"81   | Arianna Vanderpool-Wallace                                                                      | 24"04   |
| 100 m (dettagli)                | Ranomi Kromowidjojo                                                             | 51"45   | Frederike Heemskerk                                                                                                   | 52"18   | Natalie Coughlin                                                                                | 52"25   |
| 200 m (dettagli)                | Camille Muffat                                                                  | 1'52"29 | Katie Hoff | 1'52"91 | Kylie Palmer                                                                                    | 1'52"96 |
| 400 m (dettagli)                | Katie Hoff                                                                      | 3'57"07 | Kylie Palmer | 3'58"39 | Federica Pellegrini                                                                             | 3'59"52 |
| 800 m (dettagli)                | Erika Villaecija García                                                         | 8'11"61 | Mireia Belmonte García                                                                                                | 8'12"48 | Kate Ziegler                                                                                    | 8'12"84 |
| Dorso                           |                                                                                 |         | |         |                                                                                                 |         |
| 50 m (dettagli)                 | Zhao Jing                                                                       | 26"27   | Rachel Goh | 26"54   | Mercedes Peris                                                                                  | 26"80   |
| 100 m (dettagli)                | Natalie Coughlin                                                                | 56"08   | Zhao Jing | 56"18   | Gao Chang                                                                                       | 56"21   |
| 200 m (dettagli)                | Alexianne Castel                                                                | 2'01"67 | Missy Franklin | 2'02"01 | Zhou Yanxin                                                                                     | 2'03"22 |
| Rana                            |                                                                                 |         | |         |                                                                                                 |         |
| 50 m (dettagli)                 | Rebecca Soni                                                                    | 29"83   | Leiston Pickett | 29"84   | Zhao Jing                                                                                       | 29"90   |
| 100 m (dettagli)                | Rebecca Soni                                                                    | 1'03"98 | Leisel Jones | 1'04"26 | Ji Liping                                                                                       | 1'04"79 |
| 200 m (dettagli)                | Rebecca Soni                                                                    | 2'16"39 | Sun Ye | 2'18"09 | Rikke Møller Pedersen                                                                           | 2'18"82 |
| Farfalla                        |                                                                                 |         | |         |                                                                                                 |         |
| 50 m (dettagli)                 | Therese Alshammar                                                               | 24"87   | Felicity Galvez | 24"90   | Jeanette Ottesen                                                                                | 25"24   |
| 100 m (dettagli)                | Felicity Galvez                                                                 | 55"43   | Therese Alshammar | 55"73   | Dana Vollmer                                                                                    | 56"25   |
| 200 m (dettagli)                | Mireia Belmonte Garcia                                                          | 2'03"59 | Jemma Lowe | 2'03"94 | Petra Granlund                                                                                  | 2'04"38 |
| Misti                           |                                                                                 |         | |         |                                                                                                 |         |
| 100 m (dettagli)                | Ariana Kukors                                                                   | 58"95   | Kotuku Ngawati | 59"27   | Hinkelien Schreuder                                                                             | 59"53   |
| 200 m (dettagli)                | Mireia Belmonte Garcia                                                          | 2'05"73 | Ye Shiwen | 2'05"94 | Ariana Kukors                                                                                   | 2'06"09 |
| 400 m (dettagli)                | Mireia Belmonte Garcia                                                          | 4'24"21 | Ye Shiwen | 4'24"55 | Li Xuanxu                                                                                       | 4'29"05 |
| Staffette                       |                                                                                 |         | |         |                                                                                                 |         |
| 4x100 m stile libero (dettagli) | Paesi Bassi Femke Heemskerk Inge Dekker Hinkelien Schreuder Ranomi Kromowidjojo | 3'28"54 | Stati Uniti Natalie Coughlin Katie Hoff Jessica Hardy Dana Vollmer Kara Lynn Joyce* Amanda Weir*                      | 3'29"34 | Cina Tang Yi Zhi Qianwei Pang Jiaying Li Zhesi Wang Junyao* Wang Shijia* Zhu Qianwei*           | 3'29"81 |
| 4x200 m stile libero (dettagli) | Cina Chen Qian Tang Yi Liu Jing Zhu Qianwei Wang Shijia* Pang Jiaying*          | 7'35"94 | Australia Blair Evans Jade Neilsen Kelly Stubbins Kylie Palmer                                                        | 7'37"57 | Francia Camille Muffat Coralie Balmy Mylene Lazare Ophelie Cyrielle Etienne                     | 7'38"33 |
| 4x100 m misti (dettagli)        | Cina Zhao Jing Zhao Jin Liu Zige Tang Yi Gao Chang* Guo Fan* Li Zhesi*          | 3'48"29 | Stati Uniti Natalie Coughlin Rebecca Soni Dana Vollmer Jessica Hardy Missy Franklin* Christine Magnuson* Amanda Weir* | 3'48"36 | Australia Rachel Goh Leisel Jones Felicity Galvez Marieke Guehrer Sarah Katsoulis* Emma McKeon* | 3'48"88 |

## Record battuti
| Data        | Gara                   | Evento        | Atleta                                                             | Nazione     | Tempo   | Record dei campionati | Record mondiale |
| ----------- | ---------------------- | ------------- | ------------------------------------------------------------------ | ----------- | ------- | --------------------- | --------------- |
| 15 dicembre | 200 m stile libero M   | 10ª batteria  | Ryan Lochte                                                        | Stati Uniti | 1:42.38 | Si                    |                 |
| 15 dicembre | 100 m rana M           | 11ª batteria  | Fabio Scozzoli                                                     | Italia      | 57.60   | Si                    |                 |
| 15 dicembre | 200 m stile libero M   | Finale        | Ryan Lochte                                                        | Stati Uniti | 1:41.08 | Si                    |                 |
| 15 dicembre | 100 m dorso M          | 2ª semifinale | Stanislav Donets                                                   | Russia      | 49.62   | Si                    |                 |
| 15 dicembre | 200 m farfalla F       | Finale        | Mireia Belmonte Garcia                                             | Spagna      | 2:03.59 | Si                    |                 |
| 15 dicembre | 100 m rana M           | 2ª semifinale | Mihail Alexandrov                                                  | Stati Uniti | 57.18   | Si                    |                 |
| 15 dicembre | 100 m dorso F          | 2ª semifinale | Chang Gao                                                          | Cina        | 56.58   | Si                    |                 |
| 15 dicembre | 400 m misti F          | Finale        | Mireia Belmonte Garcia                                             | Spagna      | 4:24.21 | Si                    |                 |
| 15 dicembre | 4x100 m stile libero M | Finale        | Alain Bernard Frédérick Bousquet Fabien Gilot Yannick Agnel        | Francia     | 3:04.78 | Si                    |                 |
| 15 dicembre | 4x200 m stile libero F | Finale        | Chen Qian Tang Yi Liu Jing Zhu Qianwei                             | Cina        | 7:35.94 | Si                    | Si              |
| 16 dicembre | 400 m misti M          | 3ª batteria   | Ryan Lochte                                                        | Stati Uniti | 4:01.76 | Si                    |                 |
| 16 dicembre | 400 m misti M          | Finale        | Ryan Lochte                                                        | Stati Uniti | 3:55.50 | Si                    | Si              |
| 16 dicembre | 100 m dorso M          | Finale        | Stanislav Donets                                                   | Russia      | 49.07   | Si                    |                 |
| 16 dicembre | 100 m rana M           | Finale        | Cameron van der Burgh                                              | Sudafrica   | 56.80   | Si                    |                 |
| 16 dicembre | 100 m dorso F          | Finale        | Natalie Coughlin                                                   | Stati Uniti | 56.08   | Si                    |                 |
| 16 dicembre | 4x200 m stile libero M | Finale        | Nikita Lobintsev Danila Izotov Evgeny Lagunov Alexander Sukhorukov | Russia      | 6:49.04 | Si                    | Si              |
| 17 dicembre | 50 m dorso M           | 10ª batteria  | Stanislav Donets                                                   | Russia      | 23"24   | Si                    |                 |